# Jenny Wilson
Jenny Wilson (Mjällby församling, 20 ottobre 1975) è una cantante svedese, ex membro dei First Floor Power.

## Biografia
Love and Youth (2005), primo album in studio da solista, è arrivato al 26º posto della Sverigetopplistan. Tre anni più tardi è uscito il secondo LP Hardships!, entrato alla 7ª posizione della classifica.
Nel novembre 2013 ha piazzato Demand the Impossible al 17º posto della graduatoria nazionale. Ha poi pubblicato Exorcism (2018), quarto disco a esordire nella top 40 svedese. Il disco successivo Trauma ha guadagnato una nomination ai Grammis.

## Discografia

### Da solista

#### Album in studio
- 2005 – Love and Youth
- 2009 – Hardships!
- 2011 – Blazing
- 2013 – Demand the Impossible
- 2018 – Exorcism
- 2019 – Trauma (feat. Hans Ek & Norrköpings Symfoniorkester)
- 2021 – Mästerverket

#### Singoli
- 2009 – Like a Fading Rainbow
- 2009 – Anchor Made of Gold/The Warning Shot
- 2009 – The Wooden Chair
- 2010 – Pass Me the Salt
- 2011 – Bad Waters
- 2018 – Rapin*
- 2018 – Lo' Hi'
- 2018 – It Hurts
- 2019 – Göra saken värre
- 2021 – Ge mig nåt starkt
- 2024 – Alphabet of Absence

### First Floor Power
- 2001 – There Is Hope
- 2003 – Nerves